# 氣旋瑞伊 (2025年)
熱帶氣旋瑞伊（Tropical Cyclone Rae）是2025年2月影響斐濟的熱帶氣旋。作為2024－2025年南太平洋熱帶氣旋季第二個被命名的風暴，瑞伊源自斐濟以北的低壓區。該系統緩慢向東南偏東方向移動並逐漸增強，於2月22日被認定為熱帶低氣壓後轉向南行。次日系統達到一級熱帶氣旋強度，並獲命名為「瑞伊」。

## 氣象歷史
2月21日一個低壓在斐濟以北形成，美國海軍研究實驗室給予擾動編號94P。
2月22日上午9時，斐濟氣象局判定其為一熱帶擾動，給予編號09F。
2月23日凌晨0時，聯合台風警報中心將其升格為熱帶風暴，給予編號19P。凌晨3時，斐濟氣象局將其升格為熱帶低氣壓。晚間6時，斐濟氣象局將其升格為一級熱帶氣旋，命名為瑞伊（Rae）。
2月24日凌晨0時，斐濟氣象局將其升格為二級熱帶氣旋。同時，聯合颱風警報中心將其升格為一級熱帶氣旋。上午6時，聯合颱風警報中心將其降格為熱帶風暴。晚間6時，聯合台風警報中心再度將其升格為一級熱帶氣旋。
2月25日清晨6時，聯合颱風警報中心將其升格為二級熱帶氣旋。正午12時，聯合颱風警報中心將其降格為一級熱帶氣旋。晚間6時，聯合颱風警報中心將其降格為熱帶風暴。
2月26日凌晨0時，斐濟氣象局將其降格為一級熱帶氣旋並對其發布最後一報。上午9時，聯合颱風警報中心認為其轉化為一副熱帶風暴並對其發佈最後警報。

## 準備工作及影響
由於預測「瑞伊」將增強為強烈熱帶氣旋，莫阿拉群島（Moala Islands）發布颶風警報，瓦努阿島（Vanua Levu）東部則發布強風警報。斐濟全境同步發布豪雨警報。2月24日，洛群島（Lau Islands）、洛邁維提群島（Lomaiviti Islands）及瓦努阿島各級學校全面停課，斐濟航空（Fiji Link）國內線航班全數取消。隨「瑞伊」遠離斐濟，各項警報陸續解除。
同時間，湯加對紐阿福歐（Niuafoʻou）與紐阿托普塔普（Niuatoputapu）發布熱帶氣旋警報，並對瓦瓦烏群島（Vavaʻu）及哈派群島（Haʻapai）發布熱帶氣旋監測警報，全國同時生效豪雨警報與山洪暴發警示。
「瑞伊」在瓦努阿島東側近距離掠過，為該島帶來暴雨並引發洪災。強風與洪水導致農作物及農場嚴重損毀，當局仍在評估災情。在薩瓦納（Sawana），瓦努阿巴勞島（Vanua Balavu）多處道路因樹木傾倒而中斷，農場全毀使村落陷入糧食與飲水短缺危機，五戶家庭被迫安置於學校避難。當地災情被認定為自2016年氣旋溫斯頓（Winston）風災以來最嚴重損害。

## 外部鏈接
- 斐濟氣象部門（页面存档备份，存于）
- 紐西蘭氣象局（页面存档备份，存于）
- 美國聯合颱風警報中心(JTWC)（页面存档备份，存于）